# میرزا اسدالله‌اف
میرزا اسدالله‌اف (ترکی آذربایجانی: Mirzə Əsədullayev) صنعت‌گر نجیب‌زاده، خیر و دولت‌مرد اهل آذربایجان بود، که وزارت صنایع و تجارت جمهوری دمکراتیک آذربایجان را در کابینه چهارم دولت به عهده داشت. در عین حال، نماینده مجلس ملی بود.

## زندگی‌نامه
میرزا اسدالله‌اف در سال ۱۸۷۵، در خانواده شمسی اسدالله‌یف، تاجر متنفذ روزگار خود، در باکو به دنیا آمد. پس از اتمام تحصیلاتش در مدرسه، در پالایشگاه نفت پدرش فعالیت‌های شغلی خویش را آغاز نمود. در اوایل سال‌های ۱۹۰۰، با امل‌بانو اسدالله‌اوا معروف به بانین، دختر دیگر میلیونر نفتی، موسی نقی‌اف، عقد کرد. او به خاطر کارهای تجاری پدرش در زمینه صنعت نفت پی درپی به سن پترزبورگ و مسکو مسافرت می‌نموده‌است. در کنار کارهای تجاری، مسئولیت «سازمان خیریه اسلامی» را عهده‌دار بود. پیرو انقلاب فوریه روسیه، به نمایندگی در کمیته اجرایی «شورای ملی موقت اسلامی» انتخاب شد. در سال ۱۹۱۸، به ریاست «شورای صنعت نفت باکو» برگزیده شد.

## کارنامه سیاسی
پس از تأسیس جمهوری دمکراتیک آذربایجان در ۲۸ مه سال ۱۹۱۸، میرزا اسدالله‌اف نقش مهمی در اقتصاد کشور از خود نشان داد. در ۲۶ دسامبر همان سال، زمانی که سومین کابینه به رهبری فتحعلی‌خان خویسکی تشکیل شد، اسدالله‌اف به زمامداری وزارت صنعت و تجارت رسید. از او به عنوان مشارکت کننده ای مهم در توسعه و رونق صنعت آذربایجان یاد می‌شود. متعاقب اشغال جمهوری دمکراتیک به دست بلشویکها و استقرار نظام شوروی بر این سرزمین در سال ۱۹۲۰، میرزا اسدالله‌اف دستگیر شد.
او همان سال آزاد شد و با اجازه مقامات مجبور به مهاجرت از کشورش شد. در پاریس اقامت گزید و تا مرگش در سال ۱۹۳۸ در آنجا زندگی کرد.